# Paraceterach vestita
Paraceterach vestita là một loài thực vật có mạch trong họ Adiantaceae. Loài này được (Hook.) R.M. Tryon miêu tả khoa học đầu tiên năm 1986.